# Junkers K 43
Die Junkers K 43 entstand als militärische Variante des Frachtflugzeuges Junkers W 34 des deutschen Herstellers Junkers Ende der 1920er-Jahre.
Bei der Bezeichnung wurde lediglich die Reihenfolge der Ziffern der Typenbezeichnung gedreht.

## Geschichte
Konzipiert wurde die Junkers K 43 als Fotoaufklärer und als leichter Bomber. Produziert wurde sie im Junkers-Zweigwerk Limhamn in Schweden, welches somit eine weitere Zivilflugzeugadaption für militärische Verwendungen anbieten konnte. Rund 20 dieser Maschinen wurden nach Südamerika exportiert. Ausländische Abnehmer waren Argentinien (5), Kolumbien, Bolivien, Finnland (6) und Portugal (5). Die in Kolumbien eingesetzten Maschinen trugen aufgrund ihrer Triebwerksmodifikationen die Bezeichnungen Junkers K 43 do und Junkers K 43 fy. Die Maschinen für Finnland wurden als Junkers K 43 fa und die Flugzeuge für Portugal ebenfalls als Junkers K 43 fy bezeichnet.

## Technische Daten

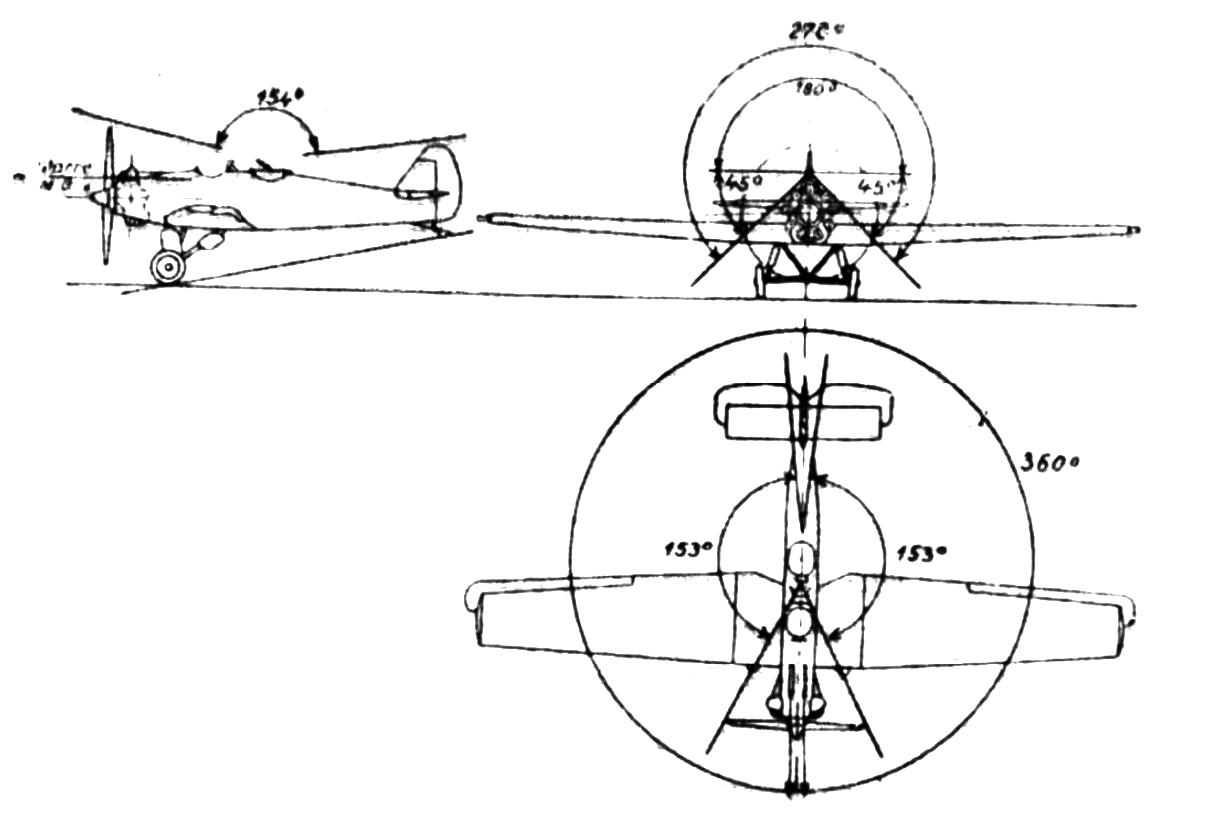
Dreiseitenansicht mit Schussbereich der Abwehrbewaffnung

| Kenngröße             | Daten der Junkers K 43 |
| --------------------- | --- |
| Besatzung             | 2–4 |
| Länge                 | 10,50 m |
| Spannweite            | 17,75 m |
| Höhe                  | 3,50 m |
| Flügelfläche          | 44,00 m² |
| Flügelstreckung       | 7,2 |
| Rüstmasse             | 1725 kg |
| Startmasse            | 3225 kg |
| Höchstgeschwindigkeit | 215 km/h |
| Dauergeschwindigkeit  | 205 km/h |
| Landegeschwindigkeit  | 115 km/h |
| Steigzeit auf 2000 m  | 12,7 min |
| Steigleistung         | 2,60 m/s |
| Dienstgipfelhöhe      | 6250 m |
| Reichweite            | 800–1200 km |
| Triebwerk             | 1 × BMW Hornet mit 386 kW (525 PS), Neunzylinder-Sternmotor, 27,7 Liter, luftgekühlt (Lizenzbau des Pratt & Whitney Hornet A) |
| Bewaffnung            | 2 Maschinengewehre |